# Sorry, Sorry
《Sorry, Sorry》是韩国男子组合Super Junior的第三张专辑，于2009年3月12日正式于韩国发售，有多种版本（见版本）。在开放预定的一星期内，此专辑已被预定超过十五万张。经统计，开始销售的第一天此专辑销售量超过29,000张。
至現時為止，此張專輯在韓國的各版本銷量總和超過25萬張。这张专辑距该组合上张专辑《Don't Don》有1年6个月之久。

## 准备阶段
继2007年商业上成功的专辑《Don't Don》，Super Junior开始了他们的第一次亚洲巡回演唱会“Super Show”，并形成两个子团体：Super Junior-M，指定为中文市场；以及Super Junior-Happy。虽然《Sorry, Sorry》和SJ-H的处女作几乎同时开始准备录制，但是由于不能全职录音，所以直到2008年11月，当两个子团体活动正式结束才得以开始录制。
2008年7月，Super Junior宣布初步筹备《Sorry, Sorry》工作。. 在2008年11月，成员圭贤在fancafe的文中写道，他“一点一点”开始准备第三张专辑。在2009年1月的亚洲巡回演唱会的记者招待会上，成员强仁说，专辑将在风格，使观众看到不同的一面的Super Junior。他还评论说，他们的第二张专辑《Don't Don》缺乏适当的子团体宣传活动。因此，这次他们将集中精力，增加宣传活动，以便使《Sorry, Sorry》更加成功。 3月2日SM公司宣布正式发布日期将在09年3月12日。东方神起成员瑜卤允浩和秘奇有天将在“heartquake”中演唱RAP的部分。
《Sorry, Sorry》是強仁入伍前最後一張音樂作品。這也是韓庚與起範最後一次參與Super Junior團體專輯，起範為了可以更專注演戲，不參與該專輯錄製、唱跳表演及宣傳活動，但有參與該專輯照拍攝與MV演出後，專心在戲劇發展上，所以，一共只有12位成員參與唱跳與宣傳工作。該專輯也是最後一次全員到齊參與團體專輯。

### 预览版
3月4日，一个专辑的图片预览被发布。  随后，3月6日，发布了33秒的预览视频。 3月7日在Super Show演唱會最後一場的安可曲時，韓庚與希澈有稍微做了下〈Sorry, Sorry〉的小舞蹈，3月9日，〈Sorry, Sorry〉的试听版在韩国各音乐网站流传开来。

## 发行与评价
尽管2008年有Super Junior-M和Super Junior-Happy在中国、韩国宣传，距上次专辑《Don't Don》的一年仍被视为是Super Junior中断活动的一年。之前虽然Super Junior有在娱乐节目中吸引了很多目光，但是受到批评说他们不专注于音乐创作。作为一个演唱组合，Super Junior希望外界在评价他们其他之前先评价他们的音乐。他们希望通过这张专辑可以有更强烈的音乐表现力，尤其是强调Super Junior自己的音乐风格。
专辑主打歌〈Sorry, Sorry〉通过各大音乐网站发布后几乎在所有排行榜上均名列第一，证明了单曲的受欢迎程度。Super Junior说，这单曲不是因为流行而大家都去听，是因为大家看得到他们的音乐风格。
2009年4月末,《Sorry, Sorry》的新版将在2009年5月14日发行，附加一个新单曲〈It's You〉，由E-Tribe制作。 〈It's You〉的数字版在2009年5月11日发布，发布后5小时左右，此单曲在所有音乐榜上名列第一。

### 歌曲
《Sorry, Sorry》主要是流行音乐。这张专辑相比上张专辑风格更加成熟。此专辑包含许多R&B风格的流行歌曲和歌词以表示“从男孩到男人”的变化。 歌曲没有那么活泼；优美旋律乐器在大部分歌曲中扮演了重要角色，以显示成熟。Rap在本专辑中也很少出现，大部分歌曲主要是R&B以及和声。Super Junior解释说，与上张专辑成为“多变音乐市场测试产品”不同，这张专辑更多的是Super Junior本身的音乐风格。
专辑同名主打歌〈Sorry, Sorry〉是电音舞曲风格，由韩国作曲家、参与了二辑主打歌〈Don't Don〉的刘英真作曲。这支曲子是从美国庞克、电子和声等得到灵感，是组合以前从未尝试过的风格。美国舞蹈家尼克·贝司（曾经担任碧昂斯和贾斯汀·汀布莱克等编舞）参与了舞蹈设计。显示了歌曲的突出的音乐性。专辑同时显示它受到当代舞蹈和R&B的强烈影响，而不像上张专辑。
同时收录在专辑里的还包括Dance-Pop风的〈喜欢你的理由〉以及英国Pop风的〈安吉拉〉等。其編舞「搓手舞」曾經一度成為話題，世界各地有不少粉絲都模仿這段舞蹈，加上編舞簡單易學，成為了國民舞蹈。其歌曲的歌詞多次重複，重複次數甚至多達二十七次，被稱為「洗腦歌」，這也是成為Super Junior的代表作品的原因之一。

## 宣传
韩国之外，《Sorry, Sorry》在亚洲大力宣传。4月17日至5月7日，台北的51条捷運上挂《Sorry, Sorry》的广告，宣传4月17日在台湾发行的台湾版的《Sorry, Sorry》。这之中有一条挂满Super Junior海报的“Super Junior号”。5月1日，Super Junior在北京鸟巢的“成龙和他的朋友们”演唱会表演了〈Sorry, Sorry〉和〈喜欢你的理由〉，这是他们3辑发行后第一次海外演出。 《Sorry, Sorry》首次登上台湾风云榜综合榜2位、东洋榜、外语榜1位。  Five Music的東洋榜1位。 自6月1日， Mnet的日本姐妹台会开始播放Super Junior的纪录片和现场演出7个月。 《Sorry, Sorry》发行2周后在泰国的国际流行榜登上最高1位。
Super Junior开始宣传〈It's You〉不久，SM Entertainment通过韩国的新闻网站宣布该组合2009年夏将举行第二次亚洲巡回演唱会Super Show 2。官方于2009年6月3日宣布这次演唱会将开始，差不多是《Sorry, Sorry》发行3个月。演唱会包括他们之前的专辑的歌，在7月17－19日将在首尔有3场演出。之后，演唱会将在北京、上海、曼谷、台北，马来西亚，新加坡以及亚洲其他五个城市。

### 回归演出
3月13日，Super Junior在KBS的《MUSIC BANK》演出首场回归表演，演出曲目有〈Sorry,sorry〉和〈喜欢你的理由〉。同样的表演也出现在SBS的《人气歌谣》和MBC的Music Core，并且每周都在这三个节目中表演。〈Sorry, Sorry〉首次得到认可是于2009年3月27日在KBS的《Music Bank》月流行榜单中得到一位，这时此歌进榜仅2周。 4月夺得同一奖项。 并且是2月份前两周周流行榜单1位。 另外，这首歌在《人气歌谣》中连续三周夺得“人气歌谣”（三连冠）； 它还成为Mnet的《M! Countdown》的4月9日、4月23日的周歌曲，尽管Super Junior未到场领奖。

## 曲目列表
| 曲序 | 曲目                                                     |                              | 作曲                                                                                | 歌曲名翻译    | 时长 |
| ---- | -------------------------------------------------------- | ---------------------------- | ----------------------------------------------------------------------------------- | ------------- | ---- |
| 1.   | Sorry, Sorry                                             | 俞永鎮                       | 俞永鎮                                                                              | 抱歉,抱歉     | 3:52 |
| 2.   | 니가 좋은 이유 (Why I like you)                          | SHIRO                        | Jimmy Burney、 Steven Lee、 、 Pascal "Claps"                                       | 喜欢你的理由  | 3:45 |
| 3.   | 마주치지 말자 (Let's not...)                             | 欢喜（黃倫碩）、 Junyoung Jo | 欢喜                                                                                | 不要再相遇    | 3:40 |
| 4.   | 앤젤라 (Angela)                                          | Jungbae Kim                  | Kenzie                                                                              | 安琪拉        | 3:21 |
| 5.   | Reset                                                    | Changhak Park                | Martin Collin Sutton、 Shridhar Ashokkumar Solanki                                  |               | 3:43 |
| 6.   | Monster                                                  | Kenzie                       | Mikkel Remee Sigvardt、 Timothy Kellett、 Robin Anthony Taylor-Firth、 Peter Biker  |               | 3:48 |
| 7.   | What if                                                  | Yunjung Kwon                 | Sean Syed Hosein、 Dane Anthony Deviller、 Jorgen Kjell Elofsson、 Adrew G Goldmark |               | 3:26 |
| 8.   | 이별... 넌 쉽니 (Heartquake)（feat.东方神起-允浩、有天） | Junyoung Jo、 July           | Junyoung Jo                                                                         | 离别…你容易吗 | 4:07 |
| 9.   | Club No.1（feat.李沇熹）                                 | Gapwon Choi                  | Gabe Lopez、 Angela Peel                                                            |               | 3:09 |
| 10.  | Happy Together                                           | Jaemyung Lee                 | Jaemyung Lee                                                                        |               | 3:34 |
| 11.  | 죽어있는 것 (Dead at heart)                              | Changhyun Park               | Changhyun Park                                                                      | 心如止水      | 4:09 |
| 12.  | Shining Star                                             | Youngsuk Yoo                 | Youngsuk Yoo                                                                        |               | 3:25 |

### 新增音轨
| 曲序 | 曲目                           |             | 作曲                                         | 歌曲名翻译     | 时长 |
| ---- | ------------------------------ | ----------- | -------------------------------------------- | -------------- | ---- |
| 2.   | 그녀는 위험해 (She Wants It)1  | Younghu Kim | Gabe Lopez、JV、Rebel、Sean Alexander        | 她很危险       | 3:55 |
| 3.   | 너라고 (It's You)1             | E-Tribe     | E-Tribe                                      | 就是妳         | 3:51 |
| 4.   | 사랑이 죽는 병 (Love Disease)1 | 辉星        | Jimmy Burney、Sean Alexander、Pascal "Claps" | 置爱于死的疾病 | 3:30 |
| 5.   | 첫번째 이야기 (Love U More)1   | 厉旭、晟敏  | 厲旭                                         | 第一个故事     | 3:08 |
| 17.  | Sorry, Sorry2（日语版）        |             | 柳英真                                       |                | 3:52 |

1 C版新增音轨。
2 仅日本发行版。

## 版本
| 版本 | 地区   | 发售日期      | 出版商            | 格式     |
| ---- | ------ | ------------- | ----------------- | -------- |
| A    |        | 2009年3月12日 | SM Entertainment  | CD       |
| A    | 泰國   | 2009年4月9日  | Gmm Grammy        | CD       |
| A    | 臺灣   | 2009年4月17日 | Avex Asia         | CD       |
| A    | 香港   | 2009年4月23日 | Avex Asia         | CD       |
| A    | 中国   | 2009年5月     | Sky Music         | CD       |
| B    |        | 2009年3月12日 | SM Entertainment  | CD       |
| B    | 泰國   | 2009年4月9日  | GMM Grammy        | CD       |
| B    | 臺灣   | 2009年4月17日 | Avex Asia         | CD       |
| B    | 香港   | 2009年4月23日 | Avex Asia         | CD       |
| B    | 中国   | 2009年5月     | Sky Music         | CD       |
| C    |        | 2009年5月14日 | SM Entertainment  | CD       |
| C    | 香港   | 2009年5月18日 | Avex Asia         | CD       |
| C    | 臺灣   | 2009年6月19日 | Avex Asia         | CD       |
| C    | 菲律賓 | 2009年9月4日  | Universal Records | CD       |
| –    | 日本   | 2009年7月15日 | rhythm zone       | CD / DVD |
| D    | 臺灣   | 2009年8月14日 | Avex Asia         |          |
| D    | 香港   | 2009年8月14日 | Avex Asia         |          |

## 成绩
| 排行榜                 | 最佳排名 |
| ---------------------- | -------- |
| 韩国Hanteo日专辑排行榜 | 1        |
| 韩国Hanteo周专辑排行榜 | 1        |
| 韩国Hanteo月专辑排行榜 | 1        |
| 韩国Hanteo年专辑排行榜 | 4        |
| 韩国Hottracks Best 5   | 1        |
| 台湾G-Music总榜        | 2        |
| 台湾G-Music东洋榜      | 1        |
| 台湾 G-Music国际榜     | 1        |
| 台湾五大音乐韩国榜     | 1        |

### Hanteo销售量排行榜
| 周   | 1 (3/08-14) | 2 (3/15-21) | 3 (3/22-28) | 4 (3/30-4/5) | 5 (4/7-4/13) |
| ---- | ----------- | ----------- | ----------- | ------------ | ------------ |
| 排名 | 2           | 1           | 1           | 3            | 4            |
| 销量 | (36,679)    | (14,485)    | (6,061)     | (4,360)      | (3,118)      |
| 总计 | 36,679      | 51,164      | 57,225      | 61,654       | 64,772       |